# Karl Kölzer
Karl Kölzer (Opladen, 1912. március 13.  – ?, 1983. január 14.) német tengeralattjáró-kapitány volt a második világháborúban. 1945. április 1-jén léptették elő sorhajóhadnagynak. Két tengeralattjáró parancsnoka volt, harci küldetést nem kapott.

## Összegzés
| Hajója | Parancsnoki szolgálata                 | Őrjáratok száma | Őrjáratok hossza (nap) | Eltalált hajók száma | Eltalált hajók vízkiszorítása (brt) |
| ------ | -------------------------------------- | --------------- | ---------------------- | -------------------- | ----------------------------------- |
| U–2    | 1941. október – 1942. május 15.        | 0               | 0                      | 0                    | 0                                   |
| U–1221 | 1943. augusztus 11. – 1944. január 19. | 0               | 0                      | 0                    | 0                                   |